# Andreas Göthel
Andreas Göthel (ur. 1 stycznia 1958) – niemiecki biathlonista reprezentujący NRD. W Pucharze Świata zadebiutował w sezonie 1981/1982. W zawodach tego cyklu jeden raz stanął na podium: 21 stycznia 1982 roku w Anterselvie zwyciężył w biegu indywidualnym. Wyprzedził tam dwóch rodaków: Matthiasa Jacoba i Bernda Hellmicha. W klasyfikacji generalnej sezonu 1981/1982 zajął ostatecznie czwartą pozycję. W 1982 roku wystąpił też na mistrzostwach świata w Mińsku, gdzie zajął dwunaste miejsce w biegu indywidualnym i ósme w sprincie. Nigdy nie wystartował na igrzyskach olimpijskich.

## Osiągnięcia

### Mistrzostwa świata
| Rok  | Miejscowość | Konkurencje | Konkurencje | Konkurencje | Konkurencje | Konkurencje | Konkurencje | Konkurencje |
| Rok  | Miejscowość | IN          | SP          | PU          | MS          | RL          | MR          | SR          |
| ---- | ----------- | ----------- | ----------- | ----------- | ----------- | ----------- | ----------- | ----------- |
| 1982 | Mińsk       | 12.         | 8.          | nd.         | nd.         | –           | nd.         | –           |

### Puchar Świata

#### Miejsca w klasyfikacji generalnej
| Sezon     | Miejsce |
| --------- | ------- |
| 1981/1982 | 4.      |

#### Miejsca na podium chronologicznie
| Lp. | Dzień       | Rok  | Miejscowość | Konkurencja                | Lokata | Pudła   | Czas biegu | Strata | Zwycięzca |
| --- | ----------- | ---- | ----------- | -------------------------- | ------ | ------- | ---------- | ------ | --------- |
| 2.  | 21 stycznia | 1982 | Anterselva  | Bieg indywidualny na 20 km | 1.     | 0+0+0+1 | 1:06:53,6  | –      | –         |